# Betty Brewer

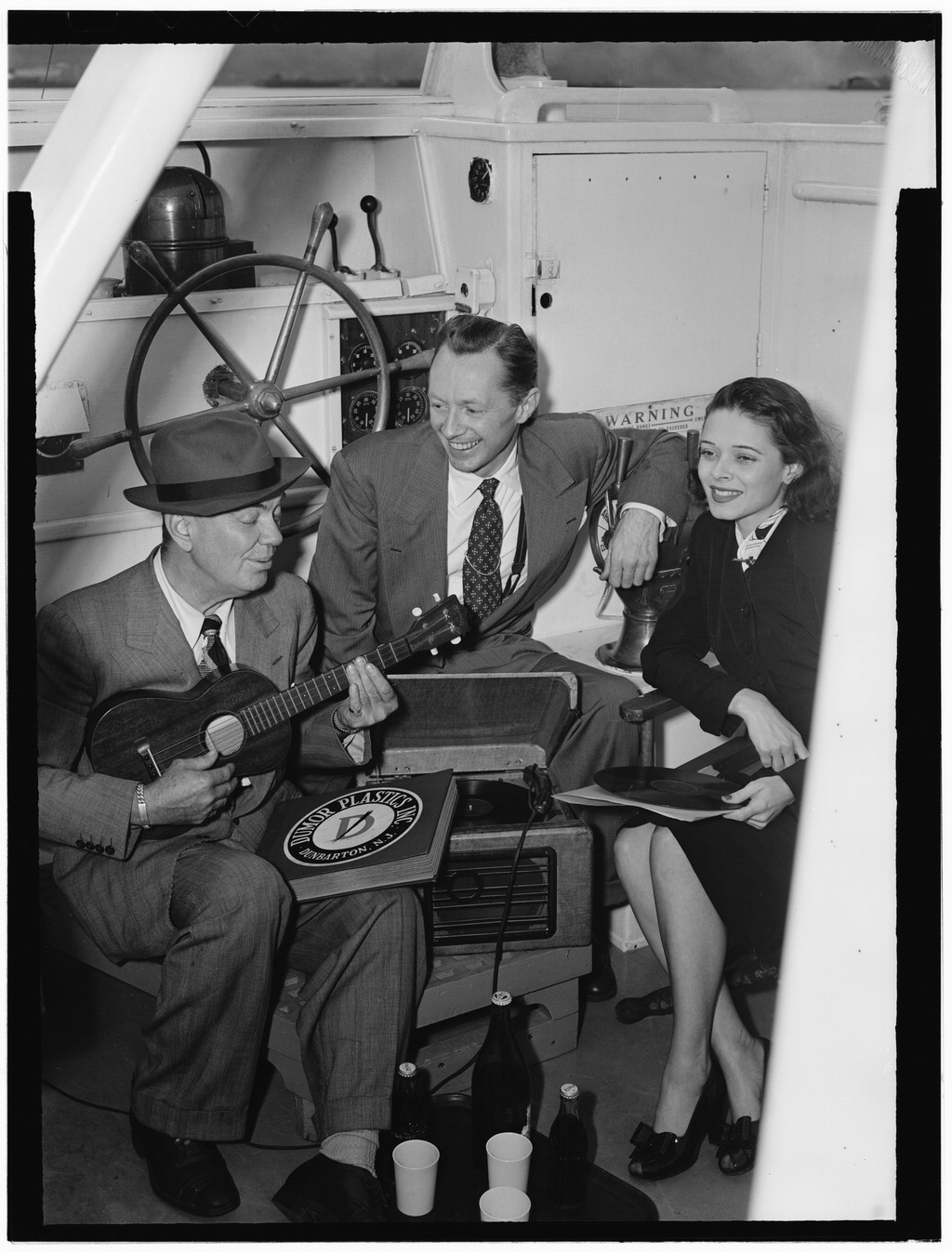
Betty Brewer neben Cliff Edwards und Frank Ray (1947)

Virginia "Betty" Brewer (* 23. November 1923 in Joplin, Missouri; † 2. Dezember 2006 in Oakland, Kalifornien) war eine US-amerikanische Schauspielerin, die zwischen 1940 und 1943 in insgesamt zehn Spielfilmen mitwirkte.

## Leben
Betty Brewer gab ihr Filmdebüt 1940 im Alter von 16 Jahren in einer nicht im Abspann genannten Nebenrolle im Western Rancho Grande. Noch im selben Jahr folgte die erste größere Rolle in Rangers of Fortune, ebenfalls ein Western. Mit The Round Up und Der wilde Bill folgten weitere Filme dieses Genres. 1941 spielte sie ihre wohl bekannteste Rolle als Katy im Musikfilm Las Vegas Nights, in dem Frank Sinatra sein Leinwanddebüt gab.
1942 war Brewer als Skeeter im Drama Juke Girl in ihrer ersten ernsten Filmrolle zu sehen. Eine Statistenrolle in Der große Wurf im selben Jahr blieb im Abspann ungenannt. Nach Auftritten in den Komödien Mrs. Wiggs of the Cabbage Patch und My Kingdom for a Cook spielte sie 1944 ihre letzte kleine Rolle als Autogrammsammlerin in Es tanzt die Göttin.
Im Oktober 1944 heiratete Betty Brewer den Lieutenant und Kampfflieger Robert A. Hester in Florenz. Anschließend zog sie sich ins Privatleben zurück. Brewer starb ohne jegliche Berichterstattung am 2. Dezember 2006 im Alter von 83 Jahren in Oakland.

## Filmografie
- 1940: Rancho Grande
- 1940: Rangers of Fortune
- 1941: The Round Up
- 1941: Las Vegas Nights
- 1942: Der wilde Bill (Wild Bill Hickok Rides)
- 1942: Juke Girl
- 1942: Der große Wurf (The Pride of the Yankees)
- 1942: Mrs. Wiggs of the Cabbage Patch
- 1943: My Kingdom for a Cook
- 1944: Es tanzt die Göttin (Cover Girl)